# Pauzaniasz (geograf)

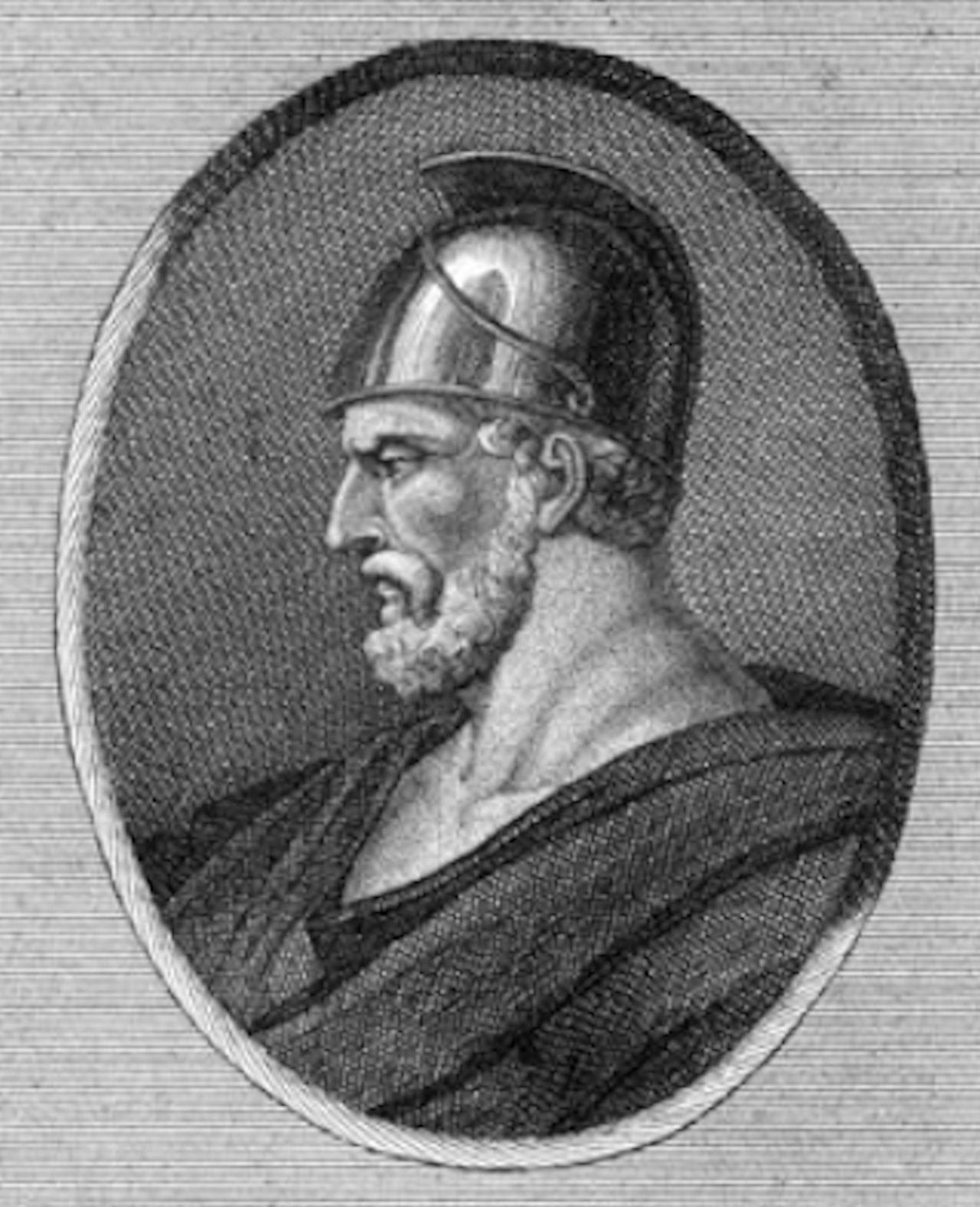
Pauzaniasz na XVIII-wiecznej grafice

Pauzaniasz (stgr. Παυσανίας, łac. Pausanias, zwany Periegeta, ur. między 100 a 110 n.e., zm. po 180 n.e.) – grecki geograf, autor dzieła Periegesis tes Hellados (Wędrówki po Helladzie) w 10 księgach, czyli przewodnika po Helladzie, w którym zawarł relację ze swoich licznych podróży, opisując poszczególne krainy Grecji: zabytki, lokalne kulty. 
Styl Pauzaniasza jest bardzo bogaty, rozwija on poszczególne opisy, uzupełniając je głównie o informacje historyczne, mitologiczne. Dzieło Pauzaniasza jest cennym źródłem historycznym. Korzystają z niego geografowie i archeolodzy, lokalizując antyczne miejscowości, historycy sztuki, rekonstruujący wygląd starożytnych świątyń i innych budowli. Z jego dzieła korzystają też historycy religii starożytnych, ze względu na informacje o mało znanych lub nieznanych skądinąd lokalnych kultach. Pierwsza księga traktatu opisuje Attykę i Megarę, druga – Korynt, Sykion, Argolidę, trzecia Lakonię, czwarta Mesenię, piąta i szósta Elidę, siódma Achaję, ósma Arkadię, dziewiąta Beocję, a dziesiąta Fokidę.
Po polsku traktat Pauzaniasza ukazał się w trzech tomach, w przekładzie Janiny Niemirskiej-Pliszczyńskiej, dokończonym z powodu śmierci tłumaczki przez Henryka Podbielskiego:
- W świątyni i w micie (księgi I, II, III, i VII) tłum. wstęp, komentarz historycznoliteracki Janina Niemirska-Pliszczyńska; komentarz archeologiczny Barbara Filarska. Ossolineum, Wrocław 1973;
- Na olimpijskiej bieżni i w boju (księgi V, VI i IV) tłum. i opr. Janina Niemirska-Pliszczyńska. Ossolineum, Wrocław 1968;
- U stóp boga Apollona (księgi VIII, IX, X) tłum. Janina Niemirska-Pliszczyńska i Henryk Podbielski; opr. Henryk Podbielski. Ossolineum, Wrocław 1989.